# No Other One
«No Other One» — песня британского поп-певца Тайо Круса, второй сингл с его альбома Rokstarr. Он был выпущен 30 ноября 2009 года. Песня достигла 42-й строчки в UK Singles Chart, что сделало её самым низким синглом с альбома.

## Структура
Песня была удостоена двух звёзд от Digital Spy с полным обзором, в котором говорится: «Текущий альбом Тайо Круса Rokstarr начинается с мясистой порции клубных песен, прежде чем несколько бессвязно переместиться на территорию софт-рока, более привычную для Take That и Coldplay. Эти более сдержанные песни, возможно, будут сохранены на более поздний срок, но сейчас он придерживается — или положительно цепляется — той же формулы, которая привела „Break Your Heart“ на вершину в сентябре. Конечно, многие поп-исполнители создают свое собственное звучание, но „No Other One“ граничит с откровенным списыванием своего предшественника. Те же самые синтезаторы в стиле европоп в силе, в вокале Круса есть изрядная доза автонастройки, и он может похвастаться таким же повторяющимся хуком, который наверняка застрянет у вас в голове примерно через 20 секунд. Несмотря на то, что само по себе это совершенно приятное усилие, оно не может избавиться от ощущения некоторого спада после превосходного удара, который был до него».

## Список композиций
- CD single[1] and Digital download[2]

1. «No Other One» (Radio Edit) — 3:37
2. «No Other One» (Ian Carey Remix Radio Edit) — 3:34

- Digital download — EP[3]

1. «No Other One» (Radio Edit) — 3:37
2. «No Other One» (Ian Carey Remix Radio Edit) — 3:34
3. «Break Your Heart» (featuring Ludacris) — 3:05

## Чарты
| Чарт (2009)      | Высшие позиции |
| ---------------- | -------------- |
| UK Singles Chart | 42             |
| UK R&B Chart     | 16             |

## Хронология релиза
| Регион         | Дата           | Формат           | Лейбл          |
| -------------- | -------------- | ---------------- | -------------- |
| Великобритания | 29 ноября 2009 | Digital download | Island Records |
| Великобритания | 30 ноября 2009 | CD single        | Island Records |